# Білик Леся Петрівна
Леся Петрівна Мацура, у шлюбі Білик (псевдонім Олеся Галич; нар. 4 травня 1956, м. Осинники Кемеровської області (нині Російська Федерація)) — українська письменниця, драматургиня, педагогиня.

## Біографія
Народилася 4 травня 1956 у м. Осинники Кемеровської області (Росія) у родині репресованих українців. Навчалася у Івано-Франківському педагогічному інституті (нині — Прикарпатський університет) (українська філологія).
Учителювала на Київщині, Івано-Франківщині (м.Калуш), Тернопільщині. Працювала науковою співробітницею музею «Зборівська битва» (м. Зборів).
Живе у місті Зборові Тернопільської області. Одружена з журналістом Леонідом Біликом.
Публікувалась на сторінках літературних часописів «Дзвін», «Літературний Тернопіль», «Холодний Яр», «Золота Пектораль», «Січеслав»; альманахів «Курінь», «Сонячне гроно», «Подільська толока» та ін.
Членкиня Національної спілки письменників України з 2007 року.

## Відзнаки
- Відмінник освіти України (2006)
- Лауреатка Всеукраїнського конкурсу радіоп'єс («Рондо Короля», 2009), "Дев'ятий день", 2011).
- Лауреатка Всеукраїнського конкурсу «Коронація слова» (роман "Сьоме небо леді Арс, 2007 та п'єса «Переступи поріг», 2009 у співавторстві з Леонідом Біликом)
- Лауреатка Міжнародної літературної премії імені Уласа Самчука (2018)

## Книжки
Авторка новел, повістей, романів, що вийшли у тернопільських видавництвах "Джура", "Навчальна книга - Богдан", "Терно-граф").
- «Усі дороги ведуть до Риму» (2004)
- «Хочемо раю на землі» (2006)
- «Сьоме небо леді Арс» (2007)
- «Душі в екзилі»[1] (2012)
- "Портрет Діани"  (2016)
- "Промені й тіні Кароля Йозефа Ліпінського" (2017)
- "Жав-Жайвір-Жар" (2017)
- "Тремоло" (2019)

## Публіцистичні статті
- Білик Л. Ех, гроші... «Гроші»!, або Як крізь сльози сміється Карпенко-Карий : [відгук на виставу Терноп. академ. обл. укр. драм. театру ім. Т. Г. Шевченка за п’єсою «Сто тисяч» І. Карпенка-Карого] / Л. Білик // Свобода. — 2010. — 26 трав. — С. 1.
- Білик Л. З когорти незламних : [про крайового провідника ОУН І. Габрусевича] / Л. Білик // Зборівська дзвіниця. — 2012. — 1 черв. — С. 2 : фот. — (Чин героїв — дух свободи).
- Білик Л. Музи не мовчать : [у Зборів. технічному коледжі відбувся творч. звіт письменників Тернопілля] / Л. Білик // Зборівська дзвіниця. — 2014. — 7 листоп. — С. 2 : фот.
- Білик Л. У світлі Карпенкової легенди / Л. Білик // Вільне життя. — 2007. — 27 жовт. — С. 8. — (Прем’єра шевченківців: резонанс).